# Франсони, Джакомо Филиппо
Джакомо Филиппо Франсони (итал. Giacomo Filippo Fransoni; 10 декабря 1775, Генуя, Генуэзская республика — 20 апреля 1856, Рим, Папская область) — итальянский куриальный кардинал, доктор обоих прав. Секретарь Священной Конгрегации вод и дорог с 19 июня 1822 по 21 января 1823. Титулярный архиепископ Назианза с 7 сентября 1822 по 2 октября 1826. Апостольский нунций в Португалии с 21 января 1823 по 2 октября 1826. Префект Священной Конгрегации церковного иммунитета  с 6 июля 1830 по 21 ноября 1834. Префект экономии Священной Конгрегации Пропаганды Веры с 10 августа 1830 по 21 ноября 1834. Префект Священной Конгрегации Пропаганды Веры с 21 ноября 1834 по 20 апреля 1856. Патрон Суверенного военного гостеприимного ордена Святого Иоанна, Иерусалима, Родоса и Мальты с 28 марта 1843 по 20 апреля 1856. Кардинал-священник с 2 октября 1826, с титулом церкви Санта-Мария-ин-Арачели с 23 июня 1828 по 28 сентября 1855. Кардинал-священник с титулом церкви Сан-Лоренцо-ин-Лучина с 28 сентября 1855. Кардинал-протопресвитер с 13 апреля 1855. 